# Малоремізенська сільська рада
Малоремі́зенська сільська рада (рос. Малоремизенский сельский совет) — сільське поселення у складі Тоцького району Оренбурзької області Росії.
Адміністративний центр — село Мала Ремізенка.

## Населення
Населення — 352 особи (2019; 498 в 2010, 745 у 2002).

## Склад
До складу сільської ради входять:
| Населений пункт        | Населення, осіб (2002) | Населення, осіб (2010) |
| ---------------------- | ---------------------- | ---------------------- |
| Велика Ремізенка, село | 121                    | 52                     |
| Мала Ремізенка, село   | 491                    | 377                    |
| Мулюково, село         | 133                    | 69                     |